# Kryptoportyk

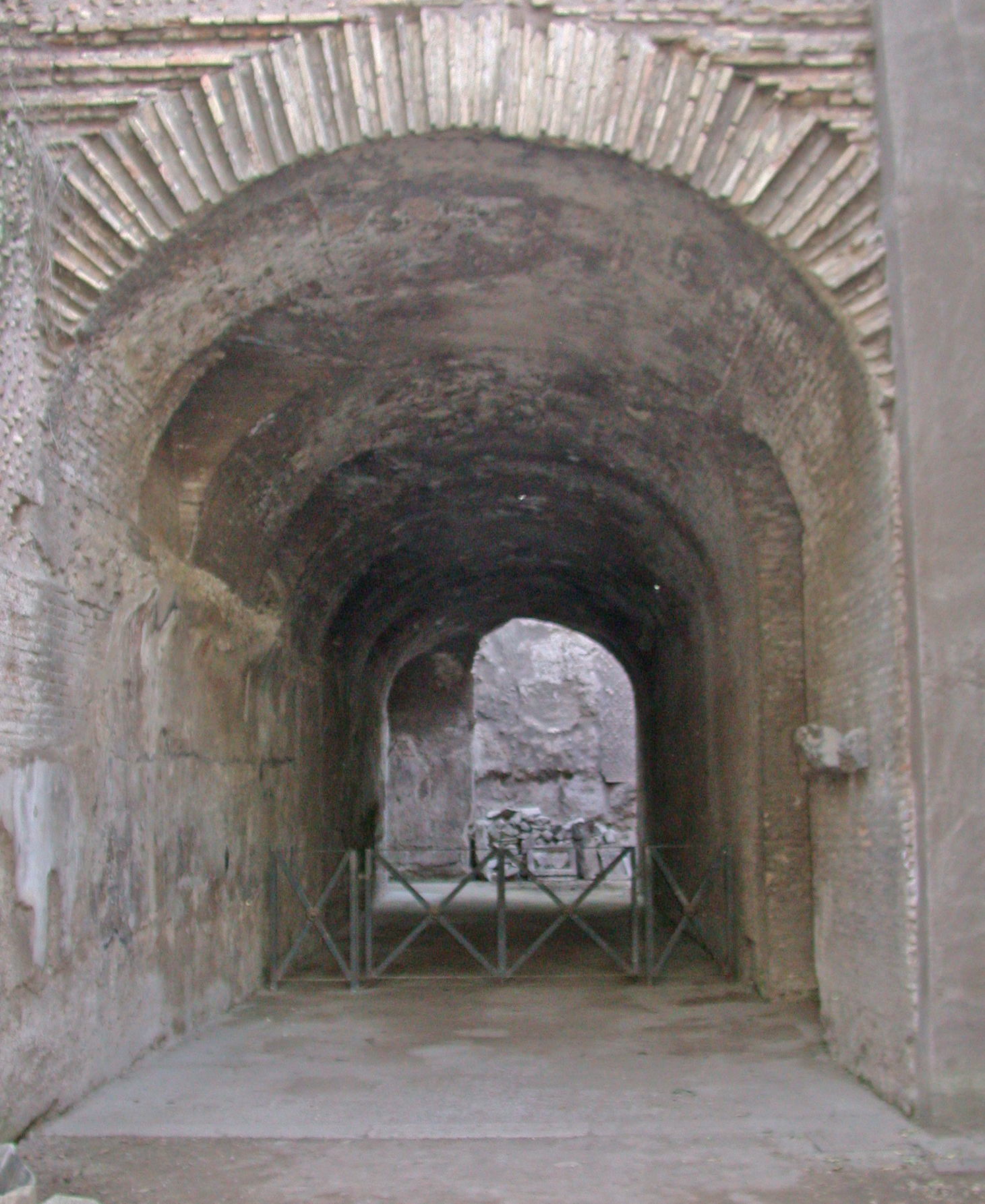
Kryptoportyk Nerona, Palatyn, Rzym

Kryptoportyk (portyk pozorny) – rodzaj portyku, obudowanego ze wszystkich stron, w którym kolumny podtrzymujące konstrukcję dachu stoją tuż przy murze lub są w niego wtopione (półkolumny).  W starożytności była to podłużna budowla całkowicie lub częściowo zagłębiona w ziemi doświetlona otworami wykonanymi w sklepieniu lub w ścianach bocznych. Najczęściej pełniła rolę przejścia w czasie niepogody, ale również magazynowano w niej żywność.
W czasach nowożytnych stosowany w architekturze ogrodowej, jako ukryte przejście.